# Nehela violacea
Nehela violacea är en insektsart som beskrevs av William Lucas Distant 1916. Nehela violacea ingår i släktet Nehela och familjen dvärgstritar. Inga underarter finns listade i Catalogue of Life.